# Салах ел Махди
Салах ел Махди (рођен као Мохамед ибн Абдерахман бен Салах Мехди Ћериф (енгл. Mohamed Ibn Abderrahmane Ben Salah Mehdi Chérifi; 9. фебруар 1925 — 12. септембар 2014) био је туниски музиколог, диригент, композитор, флаутиста, музички критичар и судија.
Рођен је у граду Тунис 1925. године. Дипломирао је на универзитету Зајтуна, 1941. године, а затим и на правном факултету и Националној школи за управу. Добио је докторат у музикологије, 1981. године, а докторирао је на Универзитету у Појтиерсу.
У узрасту од 18 година је напустио град Тунис и отишао на часове музике у град Ла Марса на северу Туниса. Тамо је 1949. године постао директор установе за ансамбл. Наступао је у разним позориштима и писао је драме за радио.